# 宇田由香
宇田 由香（うだ ゆか、1982年1月11日 - 2010年7月2日）は、日本の元女子自転車競技選手である。旧姓：山島（やましま）。

## 経歴
大阪府箕面市出身。元々学生時代は陸上競技の選手で、中学時代はTVQ九州放送アナウンサーの結城亮二がチームメイトであった。中学卒業後、宇田は陸上の強豪校に入学し、競技を続けた。京都産業大学では陸上部で中長距離走を中心に活動し、2002年に行われた関西学生対抗選手権・1500mで優勝する。
大学卒業後サイクルベースあさひに就職したことをきっかけに自転車競技を始め、ロードレースを中心に活動した。
- 2005年、ツール・ド・おきなわの市民レースで優勝する[1]。
- 2008年、富士山国際ヒルクライムロードレースで優勝。全日本自転車競技選手権大会・個人ロードレースでは沖美穂に次いで2位になった。また、世界選手権・個人ロードレースに出場した。

コーチだった宇田裕行と結婚して間もない2009年2月に急性骨髄性白血病を発症、以後レース活動を休止し闘病生活を送っていたが1年半足らずの2010年7月に28歳で死去した。死後、先述の結城アナをはじめとして多くの知人が追悼の言葉をそれぞれの立場で述べた。葬儀は地元の火葬場（斎場併置）で営まれた。没後の2010年10月8日には箕面市役所で市長表彰が贈られた。